# Europamästerskap i ishockey
Denna artile avser mästerksap för herrer, för damer, se Europamästerskapet i ishockey för damer
Europamästerskap i ishockey (för män) var en årlig europeisk mästerskapstävling i ishockey för landslag. Det spelades ibland separat och ibland som en del av världsmästerskap och olympiska spel.

## Herrar
Europamästerskap spelades 1910-1991, med uppehåll för världskrigen. Från och med 1928 ingick Europamästerskap i VM i ishockey. OS inkluderade världsmästerskap och Europamästerskap 1928 och 1936-1968.
Under årens lopp har Europamästerskap avgjorts under olika spelformer:
- 1910 till 1927: * Europamästerskap spelas som en självständig turnering.
- 1928: Europamästerskap spelas inom ramen för de Olympiska spelen. Europamästare blir det bäst placerade europeiska laget.
- 1929: Europamästerskap spelas som en självständig turnering.
- 1930 och 1931: Europamästerskap avgörs inom ramen för världsmästerskapsturneringarna. Europamästare blir det bäst placerade europeiska laget.
- 1932: Europamästerskap spelas som en självständig turnering.
- 1933 till 1968: ** Europamästerskap avgörs inom ramen för världsmästerskaps- eller olympiska turneringar. Europamästare blir det bäst placerade europeiska laget. Från och med 1966 räknas bara spel mellan de europeiska lagen.
- 1969 till 1982: *** Europamästerskap avgörs inom ramen för världsmästerskapsturneringarna. Europamästare blir det bäst placerade europeiska laget.
- 1983 till 1991: *** Europamästerskap avgörs inom ramen för världsmästerskapsturneringarna. Europamästare blir det bäst placerade europeiska laget efter avslutad inledningsomgång.

*    1915 till 1920 avgjordes inget Europamästerskap på grund av Första världskriget

**  1940 till 1946 avgjordes inget Europamästerskap på grund av Andra världskriget

*** 1980, 1984 och 1988 avgjordes de Olympiska vinterspelen. Under dessa år spelades inget Europamästerskap '

### Medaljliga (efter 65 Europamästerskap)
| Plac. | Land                         | Guld | Silver | Brons |
| ----- | ---------------------------- | ---- | ------ | ----- |
| 1     | Sovjetunionen                | 27   | 6      | 1     |
| 2     | Tjeckoslovakien / Böhmen (1) | 14   | 22     | 15    |
| 3     | Sverige                      | 10   | 17     | 18    |
| 4     | Schweiz                      | 4    | 6      | 8     |
| 5     | Storbritannien               | 4    | 2      | 1     |
| 6     | Tyskland (2)                 | 2    | 4      | 8     |
| 7     | Österrike                    | 2    | 3      | 5     |
| 8     | Belgien                      | 1    | 1      | 3     |
| 9     | Frankrike                    | 1    | 1      | 0     |
| 10    | Polen                        | 0    | 2      | 0     |
| 11    | Finland                      | 0    | 1      | 4     |
| 12    | Norge                        | 0    | 0      | 2     |

(1) därav två guld och ett silver för Böhmen
(2) därav ett silver för Västtyskland och ett brons för Östtyskland.

### Europamästare i ishockey för herrar

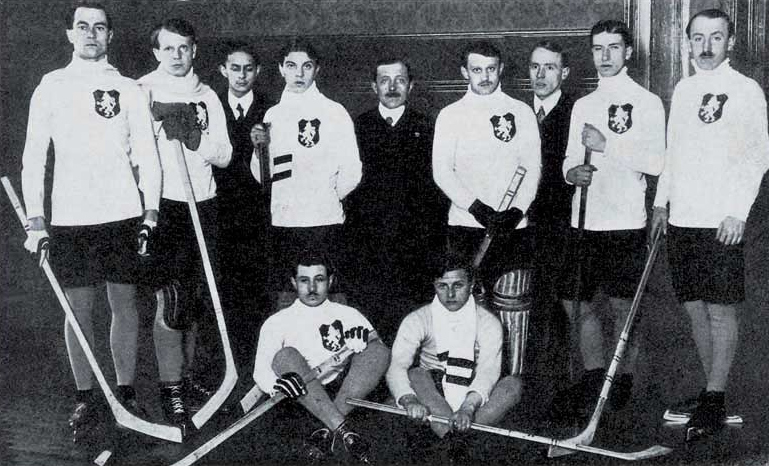
Böhmens landslag som vann EM i ishockey 1911.

| År       | Guld            | Silver          | Brons                |
| -------- | --------------- | --------------- | -------------------- |
| 1910     | Storbritannien  | Tyskland        | Belgien              |
| 1911     | Böhmen          | Tyskland        | Belgien              |
| 1912 (1) | Böhmen          | Tyskland        | Österrike            |
| 1913     | Belgien         | Böhmen          | Tyskland             |
| 1914     | Böhmen          | Tyskland        | Belgien              |
| 1921     | Sverige         | Tjeckoslovakien | (2)                  |
| 1922     | Tjeckoslovakien | Sverige         | Schweiz              |
| 1923     | Sverige         | Frankrike       | Tjeckoslovakien      |
| 1924     | Frankrike       | Sverige         | Schweiz              |
| 1925     | Tjeckoslovakien | Österrike       | Schweiz              |
| 1926     | Schweiz         | Tjeckoslovakien | Österrike            |
| 1927     | Österrike       | Belgien         | Tyskland             |
| 1928     | Sverige         | Schweiz         | Storbritannien       |
| 1929     | Tjeckoslovakien | Polen           | Österrike            |
| 1930     | Tyskland        | Schweiz         | Österrike            |
| 1931     | Österrike       | Polen           | Tjeckoslovakien      |
| 1932     | Sverige         | Österrike       | Schweiz              |
| 1933     | Tjeckoslovakien | Österrike       | Schweiz och Tyskland |
| 1934     | Tyskland        | Schweiz         | Tjeckoslovakien      |
| 1935     | Schweiz         | Storbritannien  | Tjeckoslovakien      |
| 1936     | Storbritannien  | Tjeckoslovakien | Tyskland             |
| 1937     | Storbritannien  | Schweiz         | Tyskland             |
| 1938     | Storbritannien  | Tjeckoslovakien | Tyskland             |
| 1939     | Schweiz         | Tjeckoslovakien | Tyskland             |
| 1947     | Tjeckoslovakien | Sverige         | Österrike            |
| 1948     | Tjeckoslovakien | Schweiz         | Sverige              |
| 1949     | Tjeckoslovakien | Sverige         | Schweiz              |
| 1950     | Schweiz         | Storbritannien  | Sverige              |
| 1951     | Sverige         | Schweiz         | Norge                |
| 1952     | Sverige         | Tjeckoslovakien | Schweiz              |
| 1953     | Sverige         | Västtyskland    | Schweiz              |
| 1954     | Sovjetunionen   | Sverige         | Tjeckoslovakien      |
| 1955     | Sovjetunionen   | Tjeckoslovakien | Sverige              |
| 1956     | Sovjetunionen   | Sverige         | Tjeckoslovakien      |
| 1957     | Sverige         | Sovjetunionen   | Tjeckoslovakien      |
| 1958     | Sovjetunionen   | Sverige         | Tjeckoslovakien      |
| 1959     | Sovjetunionen   | Tjeckoslovakien | Sverige              |
| 1960     | Sovjetunionen   | Tjeckoslovakien | Sverige              |
| 1961     | Tjeckoslovakien | Sovjetunionen   | Sverige              |
| 1962     | Sverige         | Finland         | Norge                |
| 1963     | Sovjetunionen   | Sverige         | Tjeckoslovakien      |
| 1964     | Sovjetunionen   | Sverige         | Tjeckoslovakien      |
| 1965     | Sovjetunionen   | Tjeckoslovakien | Sverige              |
| 1966     | Sovjetunionen   | Tjeckoslovakien | Östtyskland (3)      |
| 1967     | Sovjetunionen   | Sverige         | Tjeckoslovakien      |
| 1968     | Sovjetunionen   | Tjeckoslovakien | Sverige              |
| 1969     | Sovjetunionen   | Sverige         | Tjeckoslovakien      |
| 1970     | Sovjetunionen   | Sverige         | Tjeckoslovakien      |
| 1971     | Tjeckoslovakien | Sovjetunionen   | Sverige              |
| 1972     | Tjeckoslovakien | Sovjetunionen   | Sverige              |
| 1973     | Sovjetunionen   | Sverige         | Tjeckoslovakien      |
| 1974     | Sovjetunionen   | Tjeckoslovakien | Sverige              |
| 1975     | Sovjetunionen   | Tjeckoslovakien | Sverige              |
| 1976     | Tjeckoslovakien | Sovjetunionen   | Sverige              |
| 1977     | Tjeckoslovakien | Sverige         | Sovjetunionen        |
| 1978     | Sovjetunionen   | Tjeckoslovakien | Sverige              |
| 1979     | Sovjetunionen   | Tjeckoslovakien | Sverige              |
| 1981     | Sovjetunionen   | Sverige         | Tjeckoslovakien      |
| 1982     | Sovjetunionen   | Tjeckoslovakien | Sverige              |
| 1983     | Sovjetunionen   | Tjeckoslovakien | Sverige              |
| 1985     | Sovjetunionen   | Tjeckoslovakien | Finland              |
| 1986     | Sovjetunionen   | Sverige         | Finland              |
| 1987     | Sovjetunionen   | Tjeckoslovakien | Finland              |
| 1989     | Sovjetunionen   | Tjeckoslovakien | Sverige              |
| 1990     | Sverige         | Sovjetunionen   | Tjeckoslovakien      |
| 1991     | Sovjetunionen   | Sverige         | Finland              |

Noteringar:

1. Mästerskapet blev annullerat eftersom Österrike inte var medlem av International Ice Hockey Federation då turneringen startade.
2. Endast två landslag ställde upp (Sverige och Tjeckoslovakien), därför delades ingen bronsmedalj ut.
3. Vid världsmästerskapet 1966 uppstod diskussion om hur Europamästerskapstabellen skulle fastslås. Om alla resultat räknas med skulle Sverige erhålla brons. Men om endast matcher europeiska lag emellan skulle räknas med så blev Östtyskland trea. Sedan 1999 har Östtyskland räknats som bronsmedaljörer i Europamästerskapet detta år.